# Atlas tellien
L'Atlas tellien (en tamazight : Aṭlas atelli, ⴰⵟⵍⴰⵙ ⴰⵜⴻⵍⵍⵉ, en arabe : الأطلس التلي) est une chaîne de montagnes d'Afrique du Nord. Il s'étend de l'est de la vallée de la Moulouya, dans le Nord-Est du Maroc, ǰusqu'au au début du cap Bon, en Tunisie occidentale. La chaîne passe par la partie septentrionale de l'Algérie qu'elle traverse d'ouest en est. L'Atlas tellien fut parfois nommé Petit Atlas (à ne pas confondre alors avec l’Anti-Atlas marocain).

## Géographie

### Topographie
L'Atlas tellien est formé d'une chaîne de montagnes longeant les côtes de l'Afrique du Nord et s'étirant sur environ 1 400 kilomètres. Entre les massifs et le littoral s'intercalent de petites plaines fertiles. Le mot Tell, dont est issu l'adjectif « tellien », désigne le Nord de l'Algérie, domaine des terres labourables par opposition aux terres sèches des Hauts Plateaux ou aux étendues arides du Sahara. Le point culminant de la chaîne est le mont Lalla Khedidja, qui s'élève à 2 308 mètres d'altitude dans le massif du Djurdjura, en Algérie.
L'Atlas tellien forme avec l'Atlas saharien situé plus au sud deux ensembles de relief distincts se rapprochant en direction de l’est. Les deux Atlas tendent à se confondre dans le Nord-Est de l'Algérie et en Tunisie. Aux environs de Bordj Bou Arreridj, l'Atlas tellien (monts des Bibans) est immédiatement suivi de l'Atlas saharien (monts du Hodna). Avant ce point de jonction, ces deux gigantesques barrières naturelles encadrent un ensemble de hauts plateaux secs à végétation steppique et marqués par la présence de sebkhas (dépressions à sol salé). Ces hautes plaines se poursuivent jusqu'au chott el Hodna. On retrouve un paysage aux caractéristiques similaires sur les plateaux de la Petite Kabylie et du Constantinois méridional, entre Sétif et Oum El Bouaghi.
L'Atlas tellien donne aussi naissance à plusieurs cours d'eau formant des vallées ou des plaines riches par leur flore et leur faune. Il s'agit notamment de la vallée du Chélif, de la vallée de la Hodna, de la vallée de la Soummam ou de la plaine de Sétif.

### Hydrographie
- Le Chélif (725 km), prenant sa source dans l'Atlas tellien pour se jeter dans la mer Méditerranée. D'autres sources citent néanmoins l'Atlas saharien comme point d'émergence de ce fleuve.
- La Soummam (425 km), fleuve qui prend naissance de la confluence de l'oued Sahel et de l'oued Bou Sellam à Akbou et se jette dans la mer Méditerranée près de Béjaïa en Algérie.
- Lac de Fetzara, dans la wilaya d'Annaba.
- Le Medjerda qui coule des montagnes de Souk Ahras et qui se jette dans le golfe de Tunis en parcourant 460 km.
- Le Seybouse qui s'étend de l'oued Zenati à Annaba en Algérie.

## Population
Les habitants de l'Atlas tellien sont souvent de culture amazighs (berbères) à l'instar de sa partie centrale correspondant à l'Atlas blidéen avec les confédérations amazighes, ou de la Kabylie.